# Peter Callebout
Peter Callebout (Londen, 20 juni 1916 - Brussel, 3 augustus 1970) was een Belgisch architect en designer.
Hij staat bekend om zijn rationele streekeigen architectuur met uitgepuurde binnenruimten. Hij werd beïnvloed door het werk van Richard Neutra, de Scandinavische architectuur en de Japanse traditie. Hij was vooral werkzaam in Vlaanderen.

## Levensloop

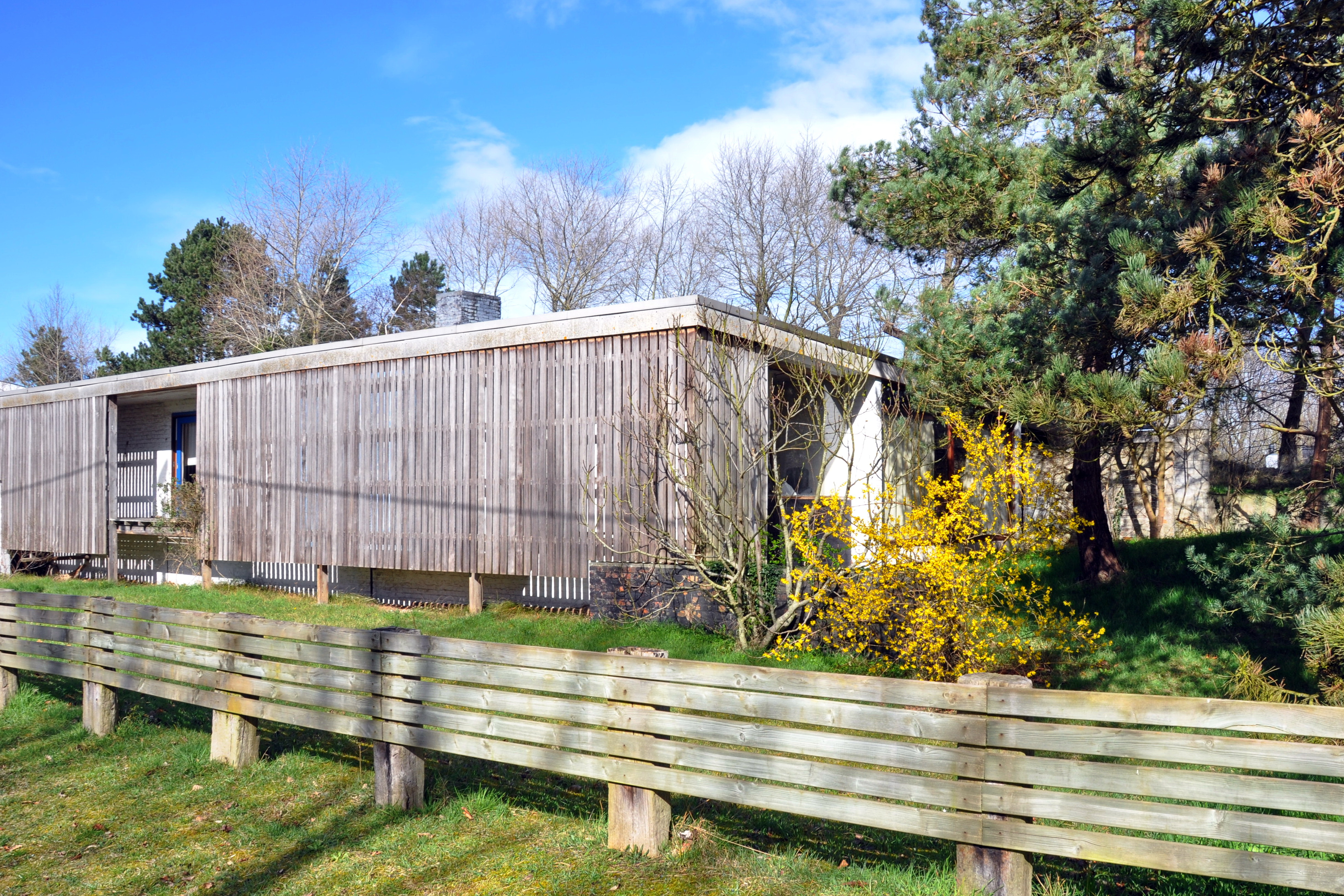
Eigen woning van Callebout in Nieuwpoort (1956)

Callebout kreeg opleiding van zijn vader, architect Ernest Callebout en werkte met hem samen van 1932 tot 1952. In 1960-1962 werkte hij samen met architect Fernand Sohier en in 1967-1968 met architect Piet Vierin.
In 1958 nam hij als Belgisch vertegenwoordiger deel aan het CIAM-congres in Otterlo. In 1967 werd hij docent aan de Hogeschool voor architectuur Ter Kameren.  Hij was lid van
- de Belgische Vereniging van urbanisten en architecten
- de Centrale vereniging voor bouwkunst van België
- het Instituut voor industriële vormgeving.

Callebout was een overtuigd voorstander van de eigentijdse functionele stijl. Hij heeft vooral heel wat in hout gebouwd: expositiepaviljoenen, woonhuizen, vakantiewoningern, binnenhuisinrichtingen. In 1949 ontwierp hij het Maison Gérard voor de Belgische illustratrice Yvonne Gérard. In 1963 kreeg hij de Architectuurprijs van het Nationaal Instituut voor de Huisvesting, (samen met Fernand Sohier) voor een opgemerkte houten vakantiewoning op de Zeedijk in Zeebrugge. Gebouwen door Callebout ontworpen zijn te vinden in Brugge, Oostende, Blankenberge, Nieuwpoort, Gistel, Sint-Martens-Latem, Kraainem, Brasschaat enz. 
Zoals zijn vader was hij lid van vrijmetselaarsloges en van de Brugse artiestenvereniging De Maffia.